# Fun.
Fun (fun.) es una banda estadounidense con sede en Nueva York, fue formada por Nate Ruess, exintegrante de The Format. Después de la desintegración de 2008 de The Format, Ruess empezó a desarrollar su carrera en Nueva York. Formó entonces el grupo con Andrew Dost de Anathallo y Jack Antonoff de Steel Train. Fun. grabó su álbum debut Aim and Ignite en agosto de 2009 con el productor Steven McDonald y arreglista Roger Joseph Manning Jr., el ex teclista de Jellyfish.
El primer sencillo de Fun. fue «At Least I'm Not As Sad (As I Used To Be)», disponible de forma gratuita mediante la página de la banda. Además, Fun. creó su página de Facebook y llegó a 40.000 seguidores el 1 de diciembre. Su canción de Navidad «Believe In Me» también fue lanzada de forma gratuita.
En febrero de 2010, Fun. apoyó a Jack's Mannequin en su gira, gracias a Vedera obtuvo sus primeras apariciones en el Reino Unido en el mes marzo.
En abril de 2010, Fun. acompañó a Paramore en su gira. La banda se embarcó en una completa gira por Reino Unido en mayo.
En septiembre de 2011, Fun. anunció que apoyaría a Janelle Monáe en la gira The Campus Consciousness Tour....
La banda es conocida por sus éxitos "We Are Young" con Janelle Monáe y "Some Nights". "We Are Young" alcanzó el número 1 en los charts de EE.UU en el Billboard Hot 100 y Digital Songs respectivamente. También alcanzó el número uno en UK Singles Chart. "Some Nights" fue lanzado como segundo sencillo del álbum en junio del 2012, logrando alcanzar el número puesto 3 en Billboard Hot 100 convirtiéndose así en el segundo sencillo de Fun. en entrar en el Top 10 de este chart, también convirtiéndose en la segunda canción de la banda en alcanzar el disco de platino en los EE. UU.
El 5 de diciembre de 2012, Fun. fue nominada a seis Premios Grammy, de las seis nominaciones cuatro son las más importantes de los Grammy. Las nominaciones incluyen Mejor artista nuevo, Grabación del año, Canción del año y Mejor actuación pop vocal de grupo o dúo para We Are Young; Mejor álbum vocal pop y Álbum del año por Some Nights.

## Historia
Fun. comenzó su primera gira norteamericana el 8 de noviembre de 2008, con Jack's Mannequin. El álbum debut fue lanzado el 25 de agosto de 2009. Al revisar el álbum, The Washington Post llamó a algunos de los arreglos «teatral, al igual que en el álbum debut de la banda Panic! at the Disco en el 2005». 
Fun. y Relient K abrieron a Paramore en su Tour 2010.
El 4 de agosto de 2010, Fun. anunció que habían firmado con el sello Fueled by Ramen. 
El 14 de agosto de 2010, se anunció a través del Club de Fanes Oficial de Paramore que Fun., sería la apertura de Paramore en su gira noviembre del Reino Unido. 
En 2010 solo Fun., «Walking the Dog», fue utilizada para un anuncio de la página web de viajes Expedia.com. 
Para celebrar en el Reino Unido, Paramore promocionó su nuevo sencillo "Walking The Dog ', Hassle Records regaló una descarga gratuita de una versión acústica de la pista. 
El 12 de febrero de 2010, Nate Ruess anunció en un show en vivo en Washington D. C., que después de la gira actual de la banda regresará a casa para empezar a trabajar en un nuevo álbum.
El 27 de abril de 2011, un vídeo de la banda tocando una nueva canción titulada «Carry On» fue subido a YouTube. 
El 17 de mayo de 2011, la banda lanzó «C'mon» con Panic! at the Disco, que fue a inicios del 2011 Vices & Virtues Tour.
El 14 de septiembre de 2011, la banda anunció que el primer sencillo de su próximo álbum se llamará «We Are Young», y contará con la participación de Janelle Monáe.
El 7 de noviembre de 2011, la banda anunció que su próximo álbum sería titulado Some Nights, este mismo se lanzó el 21 de febrero de 2012.
El 6 de diciembre de 2011, la canción de la banda «We Are Young» fue interpretada por la serie Glee en el episodio "Hold On to sixteen", después del final de las Seccionales en el auditorio del McKinley High. El sencillo de la versión de Glee alcanzó el # 1 en iTunes esa noche.
El 17 de marzo de 2012, la canción «We Are Young» junto a Janelle Monáe alcanzó el número uno en la lista Billboard y permaneció allí 6 semanas.
El 14 de mayo de 2012, la canción mencionada anteriormente marcó el final de la quinta temporada de la serie: Gossip Girl, en la parte en que la anónima bloguera del programa narra el futuro cercano de los principales protagonistas, Dan Humphrey, Serena van der Woodsen, Chuck Bass y Blair Waldorf.
El 3 de junio de 2012, Fun. abre los MTV Movie Awards 2012 con la canción «We Are Young» junto a Janelle Monáe.
El 24 de octubre de 2012, el video musical del tercer sencillo del álbum, "Carry On", fue lanzado.
El 3 de noviembre de 2012 Fun. interpretó las canciones "Some Nights" y "Carry On" en el episodio de Saturday Night Live con el invitado anfitrión Louis C.K..
El grupo interpretó "We Are Young" en los MTV Europe Music Awards 2012 el 11 de noviembre de 2012.
El 5 de diciembre fueron nominados a seis premios Premios Grammy.
El 10 de febrero del 2013 ganaron a "Mejor Canción del Año" con la canción We Are Young en los Premios Grammy y "Mejor Artista Nuevo". 
El 26 de febrero estrenaron su nuevo vídeo de la canción "Why Am I The One". Este video es protagonizado por Nate Ruess, Jack Antonoff, Andrew Dost y Suitcase.
La banda anunció a sus fanes a través de su página web en 2015 que los integrantes del grupo se encontraban trabajando en proyectos individuales y que Fun. se tomaba entonces un descanso indefinido.

## Discografías
Sencillos:
- 2011: We Are Young
- 2011: C'Mon (En colaboración con Panic! at the Disco)
- 2014: Sight of the Sun

Álbumes de estudio:
- 2009: Aim and Ignite
- 2012: Some Nights

## Premios y nominaciones
Fun. acumuló varios premios y nominaciones durante el 2012 y el 2013 debido al gran éxito que tuvo la canción «We Are Young» y su álbum Some Nights. Estas comprenden un total de 19 nominaciones y 5 premios. Entre sus más valiosos premios, están los que obtuvieron en los Grammy de 2013, entre ellos a la mejor canción del año (por «We Are Young») y mejor artista nuevo.
Tuvieron una nominación al Mejor Video Pop en los MTV VMA 2013 pero fueron vencidos por Selena Gomez con su video «Come & Get It», y fueron los críticos quienes dijeron que fue una victoria injusta ya que consideraban al video de Gomez muy simple a comparación al de Fun..

## Miembros

### Miembros actuales
| Miembros           | Duración      | Instrumentos                                                                                     |
| ------------------ | ------------- | ------------------------------------------------------------------------------------------------ |
| Jack Antonoff      | 2008–presente | Cantante, Guitarra líder                                                                         |
| Jack Antonoff      | 2012–presente | Batería                                                                                          |
| Andrew Dost        | 2008–presente | Bajo eléctrico, Guitarra, Trompeta, Corno Francés, Piano, Teclado, Fliscorno, Batería, Cantante. |
| Nate Ruess         | 2008–presente | Solista Cantante                                                                                 |
| Miembros Pasajeros | Duración      | Instrumentos                                                                                     |
| Nate Harold        | 2009–presente | Bajo eléctrico, Cantante, Sampler                                                                |
| Emily Moore        | 2009–presente | Guitarra, Cantante, Teclado, Saxofón, Maracas.                                                   |
| Will Noon          | 2010–presente | Batería                                                                                          |

### Antiguos miembros
| Miembros Pasajeros | Duración  | Instrumentos   |
| ------------------ | --------- | -------------- |
| Jon Goldstein      | 2008–2010 | Batería        |
| David Lizmi        | 2009      | Bajo           |
| Jessica Martins    | 2009      | Guitarra       |
| Rob Kroehler       | 2008–2012 | Guitarra       |
| Maggie Malyn       | 2007      | Violín         |
| Will Yates         | 2008      | Bajo eléctrico |
| Ryan Lallier       | 2010–2011 | Guitarra       |
| Michael Newsted    | 2010      | Bajo eléctrico |
| Mike Schey         | 2010      | Guitarra       |
| Evan Winiker       | 2011      | Bajo eléctrico |